# プロタゴラス

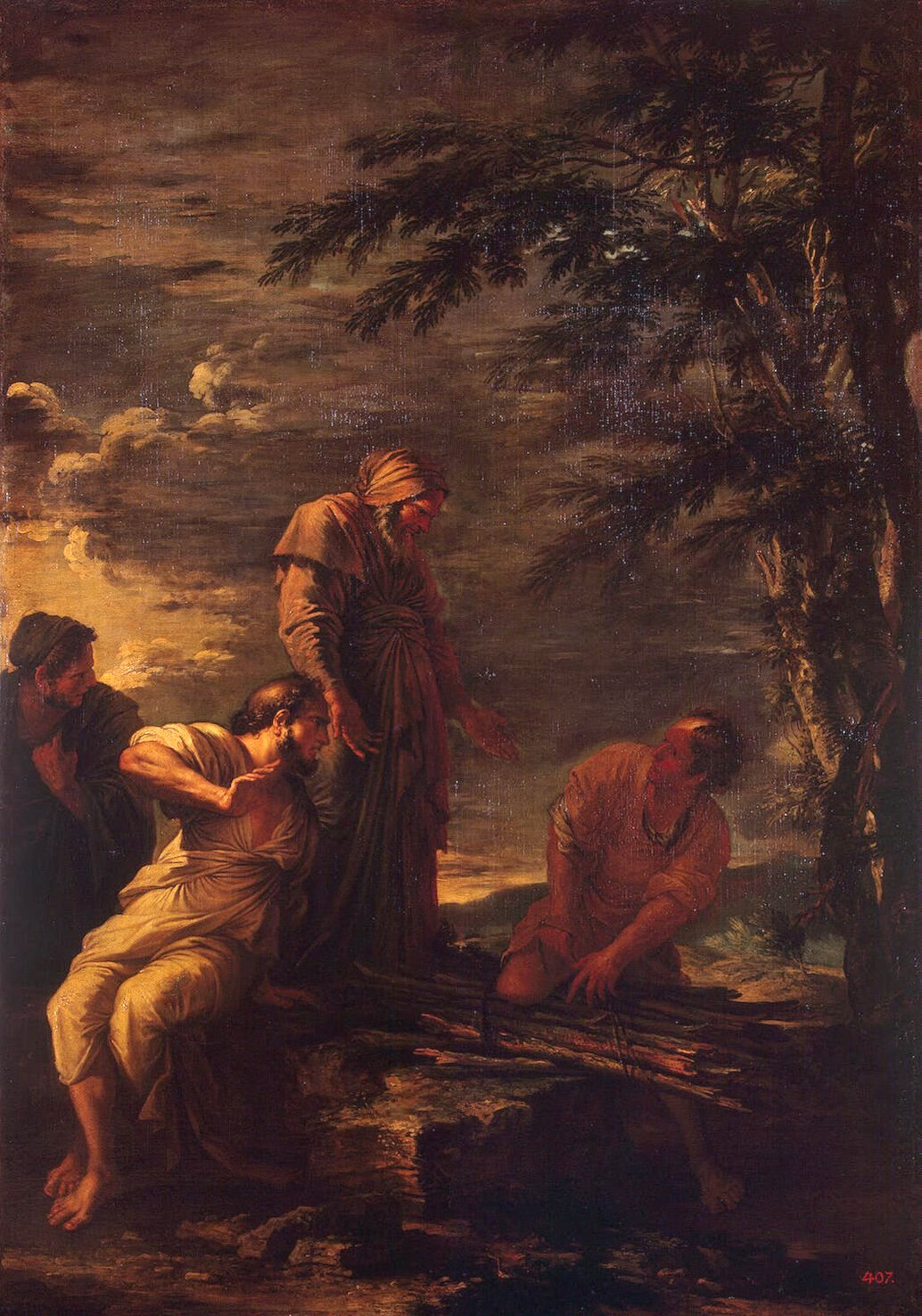
プロタゴラス

プロタゴラス（古代ギリシア語: Πρωταγόρας、古代ギリシア語ラテン翻字: Protagoras、紀元前490年ころ - 紀元前420年ころ）は、古代ギリシアの哲学者、ソフィストの一人である。70歳まで生きたとされ、後半40年間は、みずから「徳の教師」を名乗り、ギリシャ各地を遍歴した。アテナイにはしばしば滞在した。

## 人物
トラキア海沿岸の町のアブデラ生まれとされる。30歳ごろからソフィストとしての活動を開始し、ソフィストの術を、一個の職業として確立したことで知られる。詭弁派ともいわれる。シチリアとアテネで初めて報酬を取って教えた。また紀元前444年または紀元前441年に、アテナイを中心とし南イタリアに大規模な植民都市トゥリオイ（アテネの植民地）建設の際には、新憲法の制定を委嘱された。（なお、ディオゲネス・ラエルティオスは『哲学者列伝』の中でプロタゴラスを原子論者デモクリトスに学んだと書いているが、実際にはプロタゴラスの方がデモクリトスより30歳程度年上であり、この記述は正確ではない。）

## 思想
「人間は万物の尺度である」という言葉で知られ、認識の相対性を主張する相対主義を唱えた人物の一人で、絶対的な知識、道徳、価値の存在を否定した。人間それぞれが尺度であるから、相反する言論が成り立つとする。物事が真実「何であるか」ということよりも、「何かのように思われる」ということが重視され、そのため、他人を説得し状況を自己に有利なように展開する方法が正当化されることで、弱論強弁の説得技術としての弁論術の始祖とされる。
こうした主張からソフィストは詭弁を用いて黒を白と言いくるめる、とみなされるようになった。一方で、ルネサンスが人間を尺度とする復興であったことから、尺度の基準は人間であると主張したギリシア哲学・西洋哲学におけるソフィストの存在を軽視してはならないことが分かる。